# Marcin Tercjak
Marcin Tercjak (Marcin Marek Tercjak; ur. 2 sierpnia 1969) – polski dziennikarz i prezenter radiowy, dziennikarz telewizyjny zajmujący się tematyką muzyczną i filmową, producent muzyczny, a także animator kultury związany z Łodzią. Współzałożyciel i twórca Międzynarodowego Festiwalu Producentów Muzycznych „Soundedit".
Od około 1995 roku pracuje jako dziennikarz Radia Łódź. Przez pewien czas, od października 2005 roku pełnił funkcję dyrektora muzycznego tej stacji. W listopadzie 2012 ponownie objął to stanowisko. Jest związany także z telewizją Toya, gdzie wchodzi w skład Redakcji Muzycznej i Filmowej.

## Imprezy kulturalne
W latach 2003–2009 pełnił funkcję rzecznika prasowego i organizatora biura prasowego Międzynarodowego Festiwalu Sztuki Autorów Zdjęć Filmowych „Camerimage”, który w latach 2000–2009 odbywał się właśnie w Łodzi.
W 2008 roku, wraz z Maciejem Werkiem (Hedone) założył Fundację Art Industry organizującą Międzynarodowy Festiwal Producentów Muzycznych „Soundedit”. W latach 2008–2011 był prezesem tejże fundacji. Jest wiceprezesem zarządu Fundacji dla Kultury Lightcraft Kemyd (FdK LcK), będącej producentem wykonawczym festiwalu Soundedit. Wraz z Leszkiem Biolikiem organizuje trasę koncertową „Poeci Rocka”.
Jest także pomysłodawcą takich projektów organizowanych przez FdK Lightcraft Kemyd jak: „Trawniki Kultury” (akcja artystycznego ożywienia ulicy Piotrkowskiej), „Uliczna Galeria Dźwięku” (projekt współtworzony z Fundacją Art Industry), „Muzyczna Scena Łodzi” czy też łódzkie obchody 70. urodzin Johna Lennona.
Kurator sekcji muzycznej Festiwalu Łódź Czterech Kultur (od 2017). Należy do grona założycieli Stowarzyszenia „Łódź Filmowa”. Dyrektor artystyczny Forum Kina Europejskiego „Cinergia” (edycje: 20. czyli w 2015 r., 21. czyli w 2016 r.). Okazjonalnie bywa członkiem jury festiwali muzycznych i filmowych.

## Love Industry
Pełnił funkcję koordynatora promocji i kontaktów medialnych dla Love Industry – nieistniejącej już, założonej przez Macieja Werka firmy zajmującej się produkcją, promocją i wydawaniem muzyki. Wraz z Maciejem Werkiem prowadził Label Love Industry – niezależną wytwórnię płytową działającą w strukturze Love Industry. Propagator zespołu Psychocukier, który debiutował pod skrzydłami Love Industry.

## Audycje w Radiu Łódź

### Nocna zmiana
Marcin Tercjak prezentuje w swoich autorskich audycjach muzycznych głównie muzykę niemainstreamową. Przez kilkanaście lat, do grudnia 2010 roku, w noce z niedzieli na poniedziałek, Marcin Tercjak prowadził na antenie Radia Łódź Nocną zmianę. Mimo niekorzystnego ulokowania czasowego, program cieszył się sporą popularnością, będąc dla wielu słuchaczy „najważniejszą audycją w polskim eterze” (cytat za „Gazetą Wyborczą”). W ostatnich latach, wśród wykonawców częściej w niej prezentowanych znaleźli się m.in.: Lou Reed i The Velvet Underground, Bob Dylan, David Bowie, Brett Anderson i Bernard Butler (Suede, The Tears), Morrissey (The Smiths), Bruce Springsteen, Neil Young, Kate Bush, Cat Power, Ute Lemper, Belle & Sebastian, Saint Etienne, Echo & the Bunnymen, Wilco, Richmond Fontaine, The National, I Am Kloot, Elbow, The Flaming Lips, Grandaddy, The Decemberists, Eels, Pulp, Primal Scream, The Coral, Calexico, Antony and the Johnsons, Micah P. Hinson, Andrew Bird, Sufjan Stevens, Ben Folds, Ed Harcourt. Początkowo w audycji pojawiał się także rock progresywny i wtedy jej sygnałem była muzyka grupy The Alan Parsons Project. W ostatnich latach istnienia audycji jej tłem była muzyka duetu Air z filmu Przekleństwa niewinności. Jeszcze w 2005 roku, przed premierą płyty Alligator, Marcin Tercjak jako pierwszy polski dziennikarz przeprowadził wywiad z Mattem Berningerem – liderem grupy The National.

### Megafonia (Muzyka miasta)
5 października 2012 premierę miała autorska, wieczorna audycja Marcina Tercjaka: Megafonia o tematyce muzyczno-kulturalnej. Do 1 lipca 2016 włącznie nadawana była w piątki. Od 10 lipca 2016 w niedziele. Od lipca 2017 audycja emitowana była pod tytułem Muzyka miasta, stając się niejako częścią cyklu innych audycji Radia Łódź o tym tytule (nadawanych w inne dni i prowadzonych przez innych dziennikarzy). Zachowała ona jednak autorski charakter, a od września 2017 ponownie towarzyszy jej dżingiel Megafonii. Od 7 lipca 2019 emitowana była w godzinach późnowieczornych z niedzieli na poniedziałek. Od 5 marca 2020 nadawana jest w czwartki lub, w okresach gdy zaczyna się o późniejszych godzinach, w noce z czwartku na piątek. Wiosną 2020, w wyniku zmian w ramówce Radia Łódź wprowadzonych na okoliczność pandemii COVID-19, audycja została zawieszona. 26 marca wyemitowano ostatni odcinek przed przerwą. 2 lipca 2020 wznowiono emisję. 15 lipca 2021 powrócono do oryginalnego tytułu audycji (Megafonia). Od 15 lipca do 3 września 2021 Megafonia trwała trzy godziny – dwie pierwsze emitowane były na antenie głównej Radia Łódź oraz na kanale Radio Łódź Extra, a trzecia jedynie w Radio Łódź Extra. Po tym czasie (czyli zaczynając od 8 września 2021) mniej oficjalnym „przedłużeniem” (cytat za autorem) Megafonii były prowadzone przez Marcina Tercjaka środowe (czyli poprzedzające Megafonię o dobę) wydania audycji Muzyka miasta extra na kanale Radio Łódź Extra. Trwało to do końca marca 2022 – działalność Radio Łódź Extra została zakończona na początku kwietnia 2022.
W studiu od czasu do czasu goszczeni są młodzi twórcy, zwłaszcza z łódzkiej sceny muzycznej. Dawniej też nieregularnie prezentowane były felietony Saszy Tomaszewskiego z grupy Psychocukier. Na okres wakacyjny 2014 Megafonia zmieniła się w nadawaną ze studia plenerowego audycję Lokalne Letnisko z Radiem Łódź – prowadzoną przez Marcina Tercjaka i Sławomira „Słonia” Maciasa. Od października 2014 do 7 sierpnia 2015 Megafonię tworzyli obaj prezenterzy. Od 14 sierpnia 2015 audycja ma znów jednego prowadzącego.

### Pozostałe
Jest jednym z prowadzących audycje Moje radio – Moja muzyka (w czasie, gdy Megafonia emitowana była w piątki, prowadził niedzielne, popołudniowe wydanie), popołudniowe pasmo autorskie Radio Łódź po godzinach (wcześniej jako Muzyka miasta), audycję Na dzień dobry oraz kącik Płyta tygodnia.
Wraz z Bartoszem Florczakiem współtworzy i prowadzi poświęconą wyłącznie muzyce granej z płyt gramofonowych audycję Wszystkie Strony Muzyki (wcześniej pod nazwą Veni, Vidi, Vinyl). Pierwotnie emitowana była na głównej antenie Radia Łódź (od 5 października 2014 do 3 lipca 2016). Od stycznia 2021 obecna jest na kanale Radio Łódź Extra. 16 stycznia 2022 audycja zmieniła tytuł z Veni, Vidi, Vinyl na Wszystkie Strony Muzyki, jednocześnie od tego dnia znów jest obecna na głównej antenie Radia Łódź (w Radiu Łódź Extra emitowane są powtórki).
Do wakacji 2016, w środowe wieczory, wymiennie z Janem Targowskim prowadził Historię rock and rolla. Prowadził także m.in. Koncertową Niedzielę.